# ガウタマ (リシ)

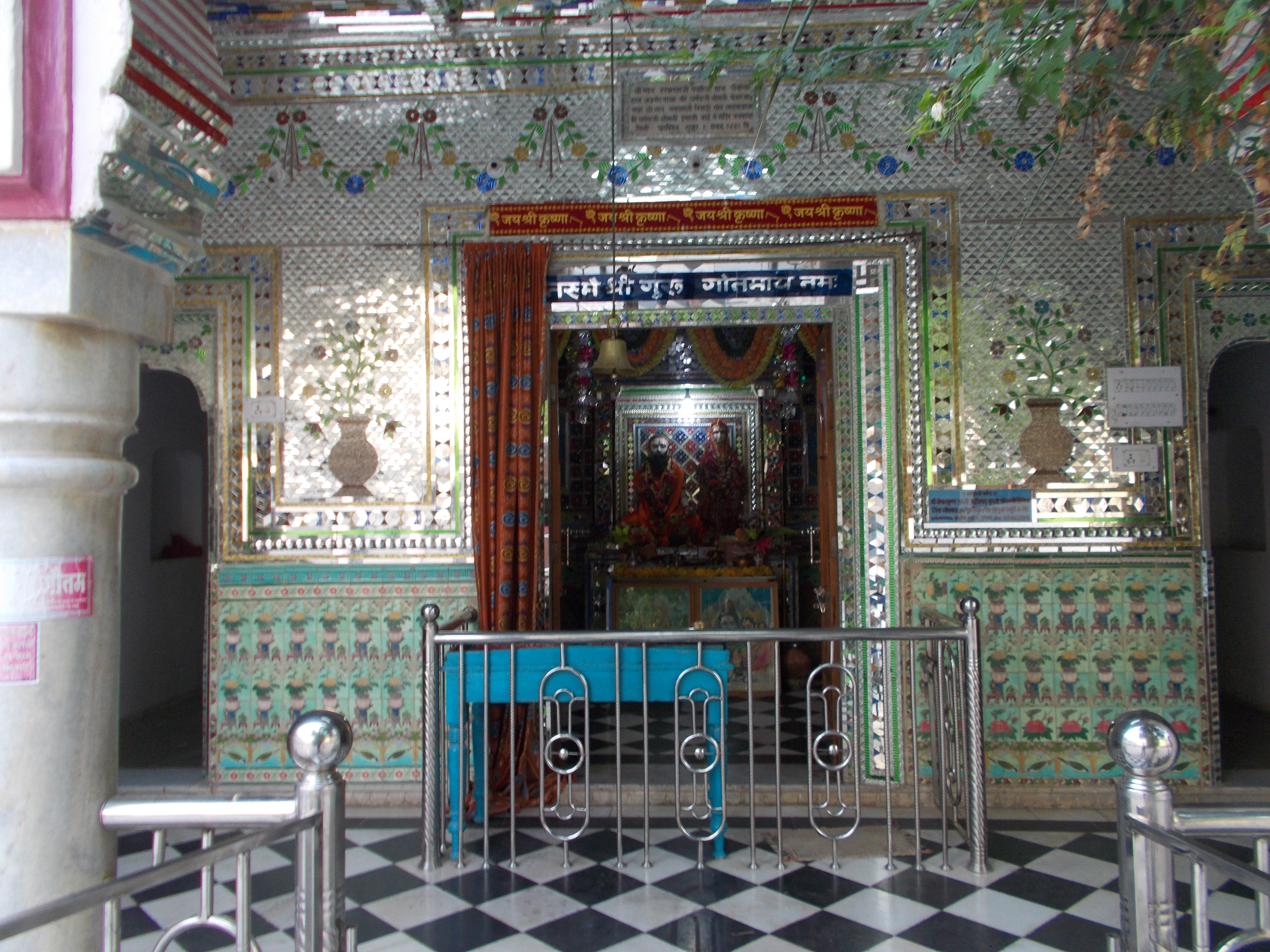
ガウタマを祀る寺院

ガウタマ（Gautama、デーヴァナーガリー表記：गौतम ）とはインド神話に登場するリシ（聖仙）の一人。サプタルシ（七聖仙）の一人に数えられる。妻はアハリヤー。二人の間に生まれた長男はシャターナンダ。
『ラーマーヤナ』では、道中で見かけた無人の庵のいわれを訪ねるラーマに対し、ヴィシュヴァーミトラが庵のかつての持主について説明するという形でエピソードが引用されている。
かつてその庵で、ガウタマは妻とともに修業していたのだが、ガウタマに化けたインドラが庵に忍び込みアハリヤーと交わってしまった。しかもアハリヤーのほうも正体がインドラであることに気づいた上で受け入れていた。欲求を満たしたインドラはリシの怒りを恐れて、その場を去ろうとしていたが、ちょうどその時彼は庵に帰りついていた。斎戒と沐浴と供養を終えて庵に戻ったガウタマは既に激怒していた。ガウタマは修行者のみなりをしたインドラを睨み据え、全身に千の女性器を与えた上、性的能力を奪った。彼はアハリヤーも他人から目に見えない状態に変え、何千年もの間、後悔の念に駆られ続けながら苦行しなければならない定めを与えた。この苦行はダシャラタ王の王子が庵を訪れるまで続くという。インドラは大きな苦しみを背負った挙句、他の神々の助けでもとに戻ることが出来た。
ヴィシュヴァーミトラが語り終えた後、ラーマと彼の兄弟ラクシュマナと三人でその庵を訪れると、苦行を終え、目に見える状態に戻ったアハリヤーがいた。アハリヤーは夫が言った通りにダシャラタ王の王子であるラーマとラクシュマナを清らかな気持ちで迎えた。神々はこれを讃え、ヨーガの法によってこの様子を見ていたガウタマは庵に戻り、アハリヤーと和解した。二人は再び共に修行に励むようになった。